# Sabine Becker
Sabine Becker (Chemnitz, 13 augustus 1959) is een schaatsster uit Oost-Duitsland. Ze vertegenwoordigde haar vaderland op de Olympische Winterspelen 1980 in Lake Placid waar ze de zilveren medaille won op de 3000 meter en de bronzen medaille op de 1500 meter.
In 1986 verhuisde Becker naar West-Berlijn en kwam vanaf toen uit voor West-Duitsland.

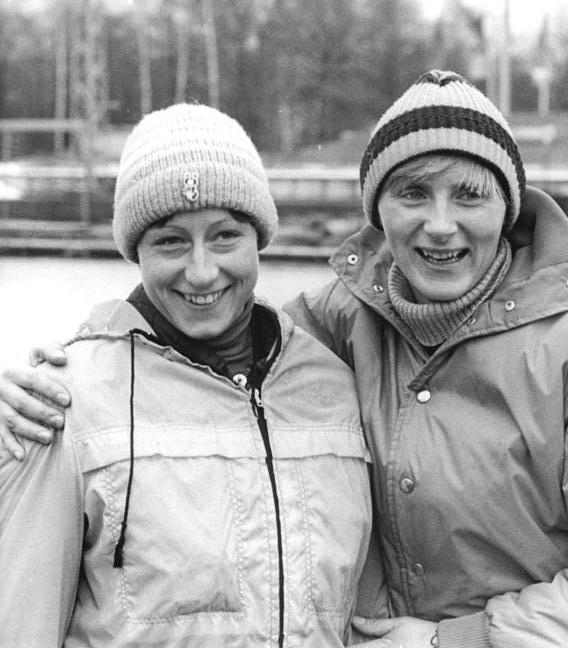
Christa Rothenburger (links) en Sabine Becker (rechts) tijdens de Duitse kampioenschappen 1980.

## Resultaten

### Olympische Spelen
| Jaar | Plaats      | Resultaten              |
| ---- | ----------- | ----------------------- |
| 1980 | Lake Placid | 1500 meter · 3000 meter |

### Wereldkampioenschappen
| Jaar          | Plaats | Resultaten  |
| ------------- | ------ | ----------- |
| 1980 Allround | Hamar  | 5e Allround |

### Wereldkampioenschappen junioren
| Jaar          | Plaats   | Resultaten  |
| ------------- | -------- | ----------- |
| 1978 Allround | Montreal | 4e Allround |
| 1979 Allround | Grenoble | 4e Allround |

### Wereldbeker
| Seizoen   | 1500 m | 3000 & 5000 m |
| --------- | ------ | ------------- |
| 1988/1989 | 24e    | 17e           |
| 1989/1990 | 26e    | 13e           |

### Duitse kampioenschappen
| Jaar | 500 m | 1000 m | 1500 m | 3000 m | 5000 m | Allround | Sprint |
| ---- | ----- | ------ | ------ | ------ | ------ | -------- | ------ |
| 1975 | -     | -      | -      | -      | -      | DNF      | 8e     |
| 1976 | 23e   | 10e    | 13e    | 7e     | -      | -        | -      |
| 1977 | -     | -      | -      | -      | -      | 12e      | 9e     |
| 1978 | -     | -      | -      | -      | -      | Brons    | -      |
| 1979 | 10e   | 4e     | Brons  | Zilver | -      | -        | -      |
| 1980 | -     | 4e     | Goud   | Goud   | -      | -        | -      |
| 1989 | -     | -      | -      | -      | -      | Zilver   | 4e     |
| 1990 | -     | Zilver | Zilver | Brons  | Zilver | -        | 4e     |

## Persoonlijke records
| Afstand    | Tijd    | Datum            | Baan         |
| ---------- | ------- | ---------------- | ------------ |
| 500 meter  | 43,33   | 10 februari 1980 | Lake Placid  |
| 1000 meter | 1.26,40 | 8 december 1979  | Chemnitz     |
| 1500 meter | 2.12,38 | 13 februari 1980 | Lake Placid  |
| 3000 meter | 4.30,50 | 26 november 1989 | Oost-Berlijn |
| 5000 meter | 8.07,38 | 27 december 1989 | Inzell       |